# Totoaba macdonaldi
Totoaba macdonaldi is een  straalvinnige vissensoort uit de familie van ombervissen (Sciaenidae). De wetenschappelijke naam van de soort is voor het eerst geldig gepubliceerd in 1890 door Gilbert.

## Kenmerken
Totoaba macdonaldi kan meer dan 1,8 meter lang worden en 135 kilogram wegen.

## Bedreiging
De zwemblaas van de soort is duizenden euro's waard, omdat die gebruikt wordt in de traditionele Chinese geneeskunde. Als gevolg daarvan wordt er illegaal op de soort gevist, met negatieve gevolgen voor zijn omgeving. Zo wordt ook de vaquita, een bruinvissoort, ernstig in zijn voortbestaan bedreigd doordat ze in visnetten terechtkomen.

## Status
De soort staat op de Rode Lijst van de IUCN als Kwetsbaar, beoordelingsjaar 2021. De omvang van de populatie is volgens de IUCN dalend.